# Campeonato de Fútbol Playa de Conmebol 2015
El Campeonato de Fútbol Playa de Conmebol 2015, sirvió como clasificación para la Copa Mundial de Fútbol Playa FIFA 2015, se disputó en la ciudad de Manta (Ecuador) entre el 19 y el 26 de abril de ese mismo año. La Confederación Sudamericana de Fútbol (Conmebol) contó con tres cupos directos para la Copa Mundial de Fútbol Playa que se disputó en Espinho (Portugal). Todos los encuentros se los disputó en el Estadio Arena Olímpica de la playa El Murciélago de Manta. 

## Equipos participantes
En cursiva, el equipo debutante.
| Equipos participantes | Equipos participantes | Equipos participantes | Equipos participantes | Equipos participantes |
| --------------------- | --------------------- | --------------------- | --------------------- | --------------------- |
| Argentina             | Bolivia               | Brasil                | Chile                 | Colombia              |
| Ecuador               | Paraguay              | Perú                  | Uruguay               | Venezuela             |

## Sistema de competición
En la primera ronda, los diez equipos serán divididos en dos grupos (A y B), de cinco integrantes que jugaran bajo el sistema de todos contra todos. Los dos mejores de cada grupo clasificaran a semifinales.
En las semifinales, el primer lugar del grupo A se enfrentara al segundo lugar del grupo B; mientras que el segundo lugar del grupo A, se enfrentara al primer lugar del grupo B. Los ganadores clasificaran a la copa del mundo, mientras que los perdedores definirán el tercer clasificado.

## Primera fase
El sistema de puntuación es el siguiente:
- Partido ganado dentro de los 3 períodos: 3 puntos.
- Partido ganado en la prórroga: 2 puntos.
- Partido ganado en la tanda de penales: 1 punto.
- Partido perdido: 0 puntos.

### Grupo A
| Equipo   | Pts | PJ | PG | PG+ | PP | GF | GC | Dif |
| -------- | --- | -- | -- | --- | -- | -- | -- | --- |
| Paraguay | 12  | 4  | 4  | 0   | 0  | 29 | 14 | 15  |
| Ecuador  | 9   | 4  | 3  | 0   | 1  | 16 | 18 | -2  |
| Chile    | 6   | 4  | 2  | 0   | 2  | 17 | 17 | 0   |
| Colombia | 2   | 4  | 0  | 1   | 3  | 10 | 16 | -6  |
| Bolivia  | 0   | 4  | 0  | 0   | 4  | 10 | 17 | -7  |

| 19 de abril de 2015, 14:15 | Paraguay                                               | 5:4                       | Colombia                                            | Playa del Murciélago, Manta |             |
|                            | Zayas 8' · Rolon 13' 23' · J. López 30' · P. Morán 32' | ( 1:3, 2:1, 2:0 ) Reporte | Jorge S. 6' · Ortega 11' · Cabrera 11' · Camilo 14' | Árbitro(s):                 | Árbitro(s): |

| 19 de abril de 2015, 16:45 | Bolivia                               | 3:4                       | Ecuador                                     | Playa del Murciélago, Manta |             |
|                            | Zapata 1' · Guardia 23' · Aguilar 24' | ( 1:0, 2:2, 0:2 ) Reporte | Moreira 18' · Gallegos 23' 30' · Bailón 32' | Árbitro(s):                 | Árbitro(s): |

| 20 de abril de 2015, 14:15 | Colombia   | 1:0 (t. s.)(1:0 t. s.)    | Bolivia | Playa del Murciélago, Manta |             |
|                            | Camilo 38' | ( 0:0, 0:0, 0:0 ) Reporte |         | Árbitro(s):                 | Árbitro(s): |

| 20 de abril de 2015, 16:45 | Paraguay                                                               | 7:3                       | Chile                       | Playa del Murciélago, Manta |             |
|                            | P. Morán 2' 27' 31' · J. López 3' 30' · S. Amarilla 11' · A. Rolón 25' | ( 3:1, 0:0, 4:2 ) Reporte | Durán 2' 25' · Belaunde 33' | Árbitro(s):                 | Árbitro(s): |

| 21 de abril de 2015, 14:15 | Chile                                       | 4:2                       | Bolivia           | Playa del Murciélago, Manta |             |
|                            | Montesino · Ponce · Barraza a.g.' · Medalla | ( 0:0, 3:1, 1:1 ) Reporte | Barraza · Castedo | Árbitro(s):                 | Árbitro(s): |

| 21 de abril de 2015, 16:45 | Ecuador                                  | 5:2     | Colombia | Playa del Murciélago, Manta |             |
|                            | Ceballos · Gallegos · Moreira · Conforme | Reporte | Cabrera  | Árbitro(s):                 | Árbitro(s): |

| 22 de abril de 2015, 13:00 | Paraguay                                                                                         | 8:5                       | Bolivia                                                                  | Playa del Murciélago, Manta |             |
|                            | S. Amarilla 1' · R. Acuña 1' · A. Rolón 10' 27' · J. López 13' · P. Morán 16' 33' · O. Zayas 21' | ( 3:0, 3:3, 2:2 ) Reporte | Guardia 20' · Alpire 21' · Castedo 24' · Pedro 27' · R. Acuña 27' (a.g.) | Árbitro(s):                 | Árbitro(s): |

| 22 de abril de 2015, 16:45 | Ecuador                                                   | 5:4                       | Chile                                        | Playa del Murciélago, Manta |             |
|                            | Moreira 3' 34' · Cedeño 20' · Conforme 29' · Ceballos 36' | ( 1:1, 1:2, 3:1 ) Reporte | Echeverría 5' 24' · Argote 21' · Bolívar 31' | Árbitro(s):                 | Árbitro(s): |

| 23 de abril de 2015, 14:15 | Chile                                                              | 6:3                       | Colombia                                      | Playa del Murciélago, Manta |             |
|                            | Estay 12' · Belaunde 13' 14' · Echeverría 18' 23' · Valenzuela 34' | ( 1:1, 4:1, 1:1 ) Reporte | Argote 7' (a.g.) · Marcos P. 24' · Ortega 29' | Árbitro(s):                 | Árbitro(s): |

| 23 de abril de 2015, 16:45 | Ecuador                  | 2:9                       | Paraguay                                                                               | Playa del Murciélago, Manta |             |
|                            | Bailón 4' · Gallegos 33' | ( 1:2, 0:1, 1:6 ) Reporte | P. Morán 1' 27' · E. Barreto 4' · A. Rolón 16' 27' · J. López 28' · M. Benítez 33' 34' | Árbitro(s):                 | Árbitro(s): |

### Grupo B
| Equipo    | Pts | PJ | PG | PG+ | PP | GF | GC | Dif |
| --------- | --- | -- | -- | --- | -- | -- | -- | --- |
| Brasil    | 9   | 4  | 3  | 0   | 1  | 26 | 14 | 12  |
| Argentina | 7   | 4  | 2  | 1   | 1  | 23 | 22 | +1  |
| Perú      | 6   | 4  | 2  | 0   | 2  | 24 | 21 | 3   |
| Uruguay   | 6   | 4  | 2  | 0   | 2  | 17 | 21 | -4  |
| Venezuela | 0   | 4  | 0  | 0   | 4  | 15 | 27 | -12 |

| 19 de abril de 2015, 13:00 | Brasil                                                                      | 7:3                       | Perú                                     | Playa del Murciélago, Manta |             |
|                            | Dantinha 8' 33' · Anderson 10' · Rodrigo 13' · Sydney 16' 32' · Gabriel 35' | ( 2:0, 2:1, 3:2 ) Reporte | Velezmoro 15' · Vidal 27' · Zagaceta 35' | Árbitro(s):                 | Árbitro(s): |

| 19 de abril de 2015, 15:30 | Venezuela                                                            | 6:7                       | Argentina                                                                         | Playa del Murciélago, Manta |             |
|                            | Camargo 2' · Vaamonde 3' 7' · Muñoz 27' · Ramírez 28' · Landaeta 36' | ( 3:4, 0:1, 3:2 ) Reporte | Hilaire F. 7' · Levi 8' 9' · Leguizamón 11' · López 16' · Sirico 25' · Medero 34' | Árbitro(s):                 | Árbitro(s): |

| 20 de abril de 2015, 13:00 | Perú                                                                                     | 7:4                       | Venezuela                                       | Playa del Murciélago, Manta |             |
|                            | Zagaceta 1' · Castro 7' · Moscoso 8' · Rey 17' · Delgado 18' · Vidal 33' · Velezmoro 36' | ( 3:0, 2:2, 2:2 ) Reporte | Landaeta 13' · Vaamonde 24' 33' · Rodríguez 29' | Árbitro(s):                 | Árbitro(s): |

| 20 de abril de 2015, 15:30 | Brasil                                                                     | 6:3                       | Uruguay                               | Playa del Murciélago, Manta |             |
|                            | Daniel 8' · Gabriel 13' · Bruno Xavier 14' 15' · Rodrigo 27' · Datinha 32' | ( 1:1, 3:1, 2:1 ) Reporte | Martín 11' · Matías 15' · Richard 32' | Árbitro(s):                 | Árbitro(s): |

| 21 de abril de 2015, 13:00 | Uruguay                            | 5:4     | Venezuela                   | Playa del Murciélago, Manta |             |
|                            | Cabrera · Capurro · Díaz · Catardo | Reporte | Muñoz · Rodríguez · Camargo | Árbitro(s):                 | Árbitro(s): |

| 21 de abril de 2015, 15:30 | Argentina                | 6:6 (t. s.)(1:1 t. s.)(1:0 p.) | Perú                                 | Playa del Murciélago, Manta |             |
|                            | Costas · Medero · Sirico | Reporte                        | Zagaceta 48' · Pérez · Vidal · Acuña | Árbitro(s):                 | Árbitro(s): |

| 22 de abril de 2015, 14:15 | Brasil                                                                                           | 8:1                       | Venezuela     | Playa del Murciélago, Manta |             |
|                            | Datinha 8' · Mauricinho 10' · Bruno Xavier 19' 21' 29' · Gabriel 23' · Daniel 26' · Fernando 29' | ( 2:0, 3:1, 3:0 ) Reporte | Rodríguez 13' | Árbitro(s):                 | Árbitro(s): |

| 22 de abril de 2015, 15:30 | Argentina                         | 3:5                       | Uruguay                                                   | Playa del Murciélago, Manta |             |
|                            | Costas 7' · Medero 19' · Levi 30' | ( 1:1, 1:1, 1:3 ) Reporte | Gonzalo 12' · Fabricio 20' · Matías 27' · Pampero 32' 35' | Árbitro(s):                 | Árbitro(s): |

| 23 de abril de 2015, 13:00 | Uruguay                                     | 4:8                       | Perú                                                                          | Playa del Murciélago, Manta |             |
|                            | Marcelo 11' · Pampero 31' 35' · Gonzalo 33' | ( 1:2, 0:2, 3:4 ) Reporte | Velezmoro 3' · Castro 7' 17' 35' · Zagaceta 17' · Vidal 29' 36' · Moscoso 32' | Árbitro(s):                 | Árbitro(s): |

| 23 de abril de 2015, 15:30 | Argentina                                                                     | 7:5                       | Brasil                                           | Playa del Murciélago, Manta |             |
|                            | Medero 2' 25' · Leguizamón 19' 29' · Costas 25' · Sirico 36' · Hilaire S. 36' | ( 1:2, 1:1, 5:2 ) Reporte | Rodrigo 4' 7' 30' · Datinha 24' · Mauricinho 34' | Árbitro(s):                 | Árbitro(s): |

## Segunda fase

### Cuadro general
|  | Semifinales | Semifinales | Semifinales |          |        | Final          | Final          | Final        |  |
|  |             |             |             |          |        |                |                |              |  |
|  |             |             |             |          |        |                |                |              |  |
|  | Brasil      | Brasil      | 14          |          |        |                |                |              |  |
|  | Brasil      | Brasil      | 14          |          |        |                |                |              |  |
|  | Ecuador     | Ecuador     | 1           |          |        |                |                |              |  |
|  | Ecuador     | Ecuador     | 1           |          | Brasil | Brasil         | 8              |              |  |
|  |             |             |             |          | Brasil | Brasil         | 8              |              |  |
|  |             |             | Paraguay    | Paraguay | 3      |                |                |              |  |
|  | Paraguay    | Paraguay    | Paraguay    | Paraguay | 3      | 4              |                |              |  |
|  | Paraguay    | Paraguay    |             |          |        | 4              |                |              |  |
|  | Argentina   | Argentina   | 1           |          |        | Tercer lugar   | Tercer lugar   | Tercer lugar |  |
|  | Argentina   | Argentina   | 1           |          |        | Tercer lugar   | Tercer lugar   | Tercer lugar |  |
|  |             |             |             |          |        |                |                |              |  |
|  |             |             |             |          |        | Ecuador        | Ecuador        | 4 (0)        |  |
|  |             |             |             |          |        | Ecuador        | Ecuador        | 4 (0)        |  |
|  |             |             |             |          |        | Argentina (p.) | Argentina (p.) | 4 (1)        |  |
|  |             |             |             |          |        | Argentina (p.) | Argentina (p.) | 4 (1)        |  |
|  |             |             |             |          |        |                |                |              |  |

### Quinto al octavo lugar
|  | Cruces 5.º al 8.º puesto | Cruces 5.º al 8.º puesto | Cruces 5.º al 8.º puesto |         |      | Quinto puesto  | Quinto puesto  | Quinto puesto  |  |
|  |                          |                          |                          |         |      |                |                |                |  |
|  |                          |                          |                          |         |      |                |                |                |  |
|  | Colombia                 | Colombia                 | 4                        |         |      |                |                |                |  |
|  | Colombia                 | Colombia                 | 4                        |         |      |                |                |                |  |
|  | Perú (t.s.)              | Perú (t.s.)              | 5                        |         |      |                |                |                |  |
|  | Perú (t.s.)              | Perú (t.s.)              | 5                        |         | Perú | Perú           | 2              |                |  |
|  |                          |                          |                          |         | Perú | Perú           | 2              |                |  |
|  |                          |                          | Uruguay                  | Uruguay | 3    |                |                |                |  |
|  | Chile                    | Chile                    | Uruguay                  | Uruguay | 3    | 2              |                |                |  |
|  | Chile                    | Chile                    |                          |         |      | 2              |                |                |  |
|  | Uruguay                  | Uruguay                  | 5                        |         |      | Séptimo puesto | Séptimo puesto | Séptimo puesto |  |
|  | Uruguay                  | Uruguay                  | 5                        |         |      | Séptimo puesto | Séptimo puesto | Séptimo puesto |  |
|  |                          |                          |                          |         |      |                |                |                |  |
|  |                          |                          |                          |         |      | Colombia       | Colombia       | 4              |  |
|  |                          |                          |                          |         |      | Colombia       | Colombia       | 4              |  |
|  |                          |                          |                          |         |      | Chile          | Chile          | 8              |  |
|  |                          |                          |                          |         |      | Chile          | Chile          | 8              |  |
|  |                          |                          |                          |         |      |                |                |                |  |

### Noveno lugar
|  | Noveno puesto |           |   |  |
|  |               |           |   |  |
|  | Bolivia       | Bolivia   | 5 |  |
|  | Bolivia       | Bolivia   | 5 |  |
|  | Venezuela     | Venezuela | 4 |  |
|  | Venezuela     | Venezuela | 4 |  |

## Noveno Puesto
| 24 de abril de 2015, 14:15 | Bolivia                                                         | 5:4                       | Venezuela                        | Playa del Murciélago, Manta |             |
|                            | Zapata 11' · Alpire 14' · Zambrano 16' · Guzmán 18' · Pedro 34' | ( 1:1, 3:3, 1:0 ) Reporte | H. Muñoz 8' 14' 22' · Moreno 19' | Árbitro(s):                 | Árbitro(s): |

## Semifinales por el Quinto Puesto
| 24 de abril de 2015, 15:30 | Colombia                                     | 4:5 (t. s.)(0:1 t. s.)    | Perú                                                       | Playa del Murciélago, Manta |             |
|                            | Moshamer 1' 28' · Larrahondo 22' · Levid 35' | ( 1:0, 1:2, 2:2 ) Reporte | Rey 15' · Vidal 20' · Castro 28' · Acuña 31' · Moscoso 46' | Árbitro(s):                 | Árbitro(s): |

| 24 de abril de 2015, 16:45 | Chile                        | 2:5                       | Uruguay                                                              | Playa del Murciélago, Manta |             |
|                            | Echeverría 27' · Bolívar 32' | ( 0:1, 0:0, 2:4 ) Reporte | Marcelón 10' · Matías 26' · Fabricio 27' · Pampero 27' · Gonzalo 32' | Árbitro(s):                 | Árbitro(s): |

## Séptimo Puesto
| 25 de abril de 2015, 14:15 | Colombia                             | 3:9                       | Chile                                                                               | Playa del Murciélago, Manta |             |
|                            | Riascos 3' · Ortega 6' · Cabrera 22' | ( 2:4, 1:1, 0:4 ) Reporte | Echeverría 4' 6' · Belaunde 5' 6' 34' · Durán 23' · Medalla 28' 29' · Rodríguez 34' | Árbitro(s):                 | Árbitro(s): |

## Semifinales
| 25 de abril de 2015, 15:30 | Brasil | 14:1                      | Ecuador  | Playa del Murciélago, Manta |             |
|                            | Fernando 1' 4' 20' · Sydney 2' · Daniel 10' 30' · Datinha 11' 28' · Mauricinho 14' · Bruno Xavier 24' · Gabriel 28' 29' · Betinho 30' | ( 5:0, 3:1, 5:0 ) Reporte | Vera 24' | Árbitro(s):                 | Árbitro(s): |

| 25 de abril de 2015, 16:45 | Paraguay                                                   | 4:1                       | Argentina      | Playa del Murciélago, Manta |             |
|                            | A. Rolón 2' · P. Morán 18' · M. Benítez 24' · J. López 27' | ( 1:0, 2:1, 1:0 ) Reporte | Hilaire S. 18' | Árbitro(s):                 | Árbitro(s): |

## Quinto Puesto
| 26 de abril de 2015, 14:15 | Perú           | 2:3                       | Uruguay                      | Playa del Murciélago, Manta |             |
|                            | Castro 22' 24' | ( 0:1, 2:2, 0:0 ) Reporte | Fabricio 12' · Diego 21' 24' | Árbitro(s):                 | Árbitro(s): |

## Tercer Puesto
| 26 de abril de 2015, 15:30 | Ecuador                               | 4:4 (t. s.)(0:0 t. s.)(0:1 p.) | Argentina                       | Playa del Murciélago, Manta |             |
|                            | S. Moreira 24' 32' 33' · Conforme 30' | ( 0:0, 1:2, 3:2 ) Reporte      | Costas 19' 25' · Medero 19' 28' | Árbitro(s):                 | Árbitro(s): |
|                            |                                       | Tiros desde el punto penal     |                                 |                             |             |
|                            | Bailón · S. Moreira · Conforme        |                                | Medero · Franceschini           |                             |             |

## Final
| 26 de abril de 2015, 16:45 | Brasil                                                                   | 8:3                       | Paraguay                                     | Playa del Murciélago, Manta              |                                          |
|                            | Rodrigo 5' · Bruno Xavier 8' 21' · Datinha 10' 19' 26' 28' · Gabriel 16' | ( 3:1, 3:1, 2:1 ) Reporte | P. Morán 10' · E. Barreto 21' · J. López 34' | Árbitro(s): Mariano Romo Alex Valdiviezo | Árbitro(s): Mariano Romo Alex Valdiviezo |

|                              |
| Campeón Brasil Quinto título |

## Clasificados a la Copa Mundial de Fútbol Playa de 2015
| Bandera de Argentina | Bandera de Brasil | Bandera de Paraguay |
| Argentina            | Brasil            | Paraguay            |
| -------------------- | ----------------- | ------------------- |

## Cobertura Mediática
Esta es una lista de transmisión televisiva del Sudamericano de Fútbol de Playa 
- Ecuador: TV Cable Sports

### Otros Países
- Argentina: DeporTV y Torneos y Competencias (TyC Sports)
- Paraguay: Teledeportes (Tigo Sports)
- Uruguay: Tenfield (VTV)
- Brasil: Globosat (SporTV)
- Bolivia: Tigo Sports y Cotas Cable Tv
- Costa Rica: Sky Sports
- México: Claro Sports